# カラタ人
カラタ人（カラタじん、カラタ語: кӀкIирди ; アヴァル語: КӀкӀаралал; ロシア語: Каратинцы;  英語: Karata people）とは、ロシア連邦のダゲスタン共和国に居住する少数民族である。
カフカースのアヴァール人の一派とされる。

## 概要
ダゲスタンのアフヴァフスキー地区およびハサヴュルトフスキー地区に居住する民族で、約4,787人ほどが暮らしている。北東コーカサス語族のダゲスタン語派、アヴァル・アンディ諸語に属するカラタ語を話す。ロシアの人口統計ではアヴァール人に含まれる。
19世紀初頭にロシアに占領されるまでは、アヴァール人と非常に近い歴史を共有していた。
イスラム教スンニ派を信仰し、家畜の飼育、農業、物々交換に従事していた。カラタ人の住む土地は耕作可能な土地が不足していたため、棚田農業を行なっていた。